# Lega Nazionale A 2015-2016 (calcio femminile)
L'edizione 2015-2016 è stata la quarantaseiesima edizione del campionato svizzero di Lega Nazionale A di calcio femminile. Lo Zurigo ha vinto il campionato per la quinta volta consecutiva.

## Stagione

### Novità
Dalla Lega Nazionale A 2014-2015 il Rapperswil-Jona è stato retrocesso in Lega Nazionale B. Al suo posto è stato promosso il Rapid Lugano, che ha vinto i play-off promozione/retrocessione dopo aver terminato al secondo posto della Lega Nazionale B.
Il Rapid Lugano ha successivamente cambiato denominazione in Lugano 1976.

### Formato
Il campionato si compone di due fasi. Nella prima fase le 10 squadre si affrontano in un girone all'italiana con partite di andata e ritorno, per un totale di 18 giornate. Al termine della prima fase le squadre sono suddivise in due gruppi: le prime otto classificate avanzano alla seconda fase, mentre le ultime due classificate (9º e 10º posto) accedono ai play-off promozione/retrocessione.

Nella seconda fase ciascuna squadra mantiene metà dei punti guadagnati nella prima fase (il numero è arrotondato per eccesso, se ottengono un punteggio dispari) e affronta le altre squadre una sola volta per un totale di sette giornate. La squadra prima classificata è campione di Svizzera ed è ammessa al UEFA Women's Champions League 2016-2017.

Ai play-off promozione/retrocessione partecipano la nona e la decima classificata in Lega Nazionale A e le prime due classificate della Lega Nazionale B. Le quattro squadre si affrontano in un mini-girone con partite di andata e ritorno per un totale di sei giornate. Le prime due classificate parteciperanno alla Lega Nazionale A 2016-2017, mentre le ultime due classificate parteciperanno alla Lega Nazionale B 2016-2017.

## Squadre partecipanti
| Club        | Città             | Stadio                           | Capienza | Stagione 2014-2015                |
| ----------- | ----------------- | -------------------------------- | -------- | --------------------------------- |
| Basilea     | Basilea           | Leichtathletik-Stadion St. Jakob | 6 000    | 2º posto in LNA                   |
| Grasshopper | Zurigo            | GC/Campus                        | 1 300    | 2º posto nel play-off promozione  |
| Lucerna     | Lucerna           | Sportanlagen Allmend             | 1 000    | 3º posto in LNA                   |
| Lugano 1976 | Lugano            | Stadio di Cornaredo              | 14 500   | Vincitore del play-off promozione |
| Neunkirch   | Neunkirch         | Sportanlage Randenblick          | 1 000    | 4º posto in LNA                   |
| San Gallo   | San Gallo         | Stadion Espenmoos                | 3 000    | 8º posto in LNA                   |
| Staad       | Staad, Thal       | Sportplatz Bützel                | 2 700    | 5º posto in LNA                   |
| Young Boys  | Berna             | Stadion Neufeld                  | 14 000   | 7º posto in LNA                   |
| Yverdon     | Yverdon-les-Bains | Stade Municipal                  | 7 600    | 6º posto in LNA                   |
| Zurigo      | Zurigo            | Heerenschürli                    | 522      | Campione di Svizzera              |

## Prima fase

### Classifica finale
|  | Pos. | Squadra     | Pt | G  | V  | N | P  | GF | GS | DR  |
|  | ---- | ----------- | -- | -- | -- | - | -- | -- | -- | --- |
|  | 1.   | Zurigo      | 52 | 18 | 17 | 1 | 0  | 72 | 8  | +64 |
|  | 2.   | Neunkirch   | 43 | 18 | 14 | 1 | 3  | 63 | 20 | +43 |
|  | 3.   | Lucerna     | 36 | 18 | 11 | 3 | 4  | 35 | 17 | +18 |
|  | 4.   | Basilea     | 35 | 18 | 10 | 5 | 3  | 43 | 21 | +22 |
|  | 5.   | Lugano 1976 | 22 | 18 | 6  | 4 | 8  | 34 | 43 | -9  |
|  | 6.   | Grasshopper | 22 | 18 | 6  | 4 | 8  | 33 | 57 | -24 |
|  | 7.   | Young Boys  | 17 | 18 | 4  | 5 | 9  | 34 | 45 | -11 |
|  | 8.   | Staad       | 16 | 18 | 4  | 4 | 10 | 24 | 46 | -22 |
|  | 9.   | Yverdon     | 11 | 18 | 3  | 2 | 13 | 14 | 46 | -32 |
|  | 10.  | San Gallo   | 1  | 18 | 0  | 1 | 17 | 10 | 59 | -49 |

Legenda:

      Ammesse alla seconda fase.
      Ammesse agli spareggi promozione/retrocessione.
Note:

Tre punti a vittoria, uno a pareggio, zero a sconfitta.
La classifica viene stilata secondo i seguenti criteri:
- Punti conquistati
- Differenza reti generale
- Reti totali realizzate
- Punti conquistati negli scontri diretti
- Differenza reti negli scontri diretti
- Reti realizzate negli scontri diretti

### Risultati

#### Calendario
| Andata (1ª) | Andata (1ª) | Prima giornata      | Ritorno (10ª) | Ritorno (10ª) |
|             |             |                     |               |               |
| 8 ago.      | 3-0         | Lugano 1976-Staad   | 2-2           | 14 nov.       |
| 8 ago.      | 1-8         | San Gallo-Neunkirch | 1-4           | 14 nov.       |
| 9 ago.      | 2-2         | Young Boys-Basilea  | 0-2           | 14 nov.       |
| 9 ago.      | 0-2         | Yverdon-Lucerna     | 0-3           | 14 nov.       |
| 8 ago.      | 6-0         | Zurigo-Grasshopper  | 10-0          | 14 nov.       |

| Andata (2ª) | Andata (2ª) | Seconda giornata       | Ritorno (11ª) | Ritorno (11ª) |
|             |             |                        |               |               |
| 15 ago.     | 3-2         | Grasshopper-Young Boys | 2-2           | 13 feb.       |
| 15 ago.     | 2-1         | Lucerna-Basilea        | 0-0           | 13 feb.       |
| 15 ago.     | 6-1         | Neunkirch-Lugano 1976  | 2-2           | 14 feb.       |
| 26 ago.     | 0-4         | Staad-Zurigo           | 0-5           | 13 feb.       |
| 15 ago.     | 5-1         | Yverdon-San Gallo      | 0-0           | 13 feb.       |

| Andata (3ª) | Andata (3ª) | Terza giornata        | Ritorno (12ª) | Ritorno (12ª) |
|             |             |                       |               |               |
| 23 ago      | 4-1         | Lucerna-Grasshopper   | 3-1           | 20 feb.       |
| 23 ago      | 5-0         | Neunkirch-Young Boys  | 2-1           | 20 feb.       |
| 23 ago      | 3-4         | San Gallo-Lugano 1976 | 0-3           | 21 feb.       |
| 23 ago      | 1-4         | Staad-Basilea         | 1-4           | 20 feb.       |
| 23 ago      | 0-2         | Yverdon-Zurigo        | 0-4           | 20 feb.       |

| Andata (4ª) | Andata (4ª) | Quarta giornata     | Ritorno (13ª) | Ritorno (13ª) |
|             |             |                     |               |               |
| 5 set.      | 4-0         | Basilea-Grasshopper | 4-4           | 13 mar.       |
| 5 set.      | 3-2         | Lugano 1976-Yverdon | 1-0           | 13 mar.       |
| 5 set.      | 0-3         | San Gallo-Lucerna   | 0-1           | 13 mar.       |
| 5 set.      | 2-2         | Young Boys-Staad    | 1-4           | 13 mar.       |
| 5 set.      | 3-1         | Zurigo-Neunkirch    | 3-0           | 13 mar.       |

| Andata (5ª) | Andata (5ª) | Quinta giornata     | Ritorno (14ª) | Ritorno (14ª) |
|             |             |                     |               |               |
| 9 set.      | 1-3         | Basilea-Neunkirch   | 3-2           | 19 mar.       |
| 9 set.      | 2-2         | Grasshopper-Staad   | 2-2           | 19 mar.       |
| 9 set.      | 0-2         | Lugano 1976-Lucerna | 0-0           | 19 mar.       |
| 9 set.      | 6-1         | Young Boys-Yverdon  | 2-2           | 19 mar.       |
| 9 set.      | 6-0         | Zurigo-San Gallo    | 4-0           | 19 mar.       |

| Andata (6ª) | Andata (6ª) | Sesta giornata        | Ritorno (15ª) | Ritorno (15ª) |
|             |             |                       |               |               |
| 26 set.     | 3-0         | Lucerna-Staad         | 2-1           | 23 mar.       |
| 26 set.     | 0-5         | Lugano 1976-Zurigo    | 1-4           | 23 mar.       |
| 26 set.     | 6-1         | Neunkirch-Grasshopper | 4-0           | 23 mar.       |
| 26 set.     | 0-2         | San Gallo-Young Boys  | 0-4           | 23 mar.       |
| 26 set.     | 0-2         | Yverdon-Basilea       | 0-4           | 23 mar.       |

| Andata (7ª) | Andata (7ª) | Settima giornata       | Ritorno (16ª) | Ritorno (16ª) |
|             |             |                        |               |               |
| 10 ott.     | 3-0         | Basilea-San Gallo      | 2-0           | 1 apr.        |
| 10 ott.     | 5-0         | Grasshopper-Yverdon    | 0-1           | 1 apr.        |
| 10 ott.     | 1-4         | Staad-Neunkirch        | 0-5           | 1 apr.        |
| 10 ott.     | 2-6         | Young Boys-Lugano 1976 | 3-2           | 1 apr.        |
| 30 set.     | 4-2         | Zurigo-Lucerna         | 2-1           | 1 apr.        |

| Andata (8ª) | Andata (8ª) | Ottava giornata       | Ritorno (17ª) | Ritorno (17ª) |
|             |             |                       |               |               |
| 17 ott.     | 0-2         | Lucerna-Neunkirch     | 1-2           | 16 apr.       |
| 17 ott.     | 1-1         | Lugano 1976-Basilea   | 1-5           | 16 apr.       |
| 17 ott.     | 1-2         | San Gallo-Grasshopper | 2-4           | 16 apr.       |
| 17 ott.     | 2-0         | Yverdon-Staad         | 0-4           | 16 apr.       |
| 17 ott.     | 4-1         | Zurigo-Young Boys     | 2-1           | 16 apr.       |

| Andata (9ª) | Andata (9ª) | Nona giornata           | Ritorno (18ª) | Ritorno (18ª) |
|             |             |                         |               |               |
| 31 ott.     | 0-0         | Basilea-Zurigo          | 1-4           | 20 apr.       |
| 31 ott.     | 3-2         | Grasshopper-Lugano 1976 | 3-2           | 20 apr.       |
| 31 ott.     | 1-3         | San Gallo-Staad         | 0-1           | 20 apr.       |
| 31 ott.     | 1-4         | Young Boys-Lucerna      | 2-2           | 19 apr.       |
| 31 ott.     | 0-4         | Yverdon-Neunkirch       | 1-3           | 20 apr.       |

#### Tabellone
|             | Bas  | Gra  | Luc  | Lug  | Neu  | San  | Sta  | YB   | Yve  | Zur  |
| ----------- | ---- | ---- | ---- | ---- | ---- | ---- | ---- | ---- | ---- | ---- |
| Basilea     | –––– | 4-0  | 0-0  | 5-1  | 1-3  | 3-0  | 4-1  | 2-0  | 4-0  | 0-0  |
| Grasshopper | 4-4  | –––– | 1-3  | 3-2  | 0-4  | 4-2  | 2-2  | 3-2  | 5-0  | 0-10 |
| Lucerna     | 2-1  | 4-1  | –––– | 0-0  | 0-2  | 1-0  | 3-0  | 2-2  | 3-0  | 1-2  |
| Lugano 1976 | 1-1  | 2-3  | 0-2  | –––– | 2-2  | 3-0  | 3-0  | 2-3  | 3-2  | 0-5  |
| Neunkirch   | 2-3  | 6-1  | 2-1  | 6-1  | –––– | 4-1  | 5-0  | 5-0  | 3-1  | 0-3  |
| San Gallo   | 0-2  | 1-2  | 0-3  | 3-4  | 1-8  | –––– | 1-3  | 0-2  | 0-0  | 0-4  |
| Staad       | 1-4  | 2-2  | 1-2  | 2-2  | 1-4  | 1-0  | –––– | 4-1  | 4-0  | 0-4  |
| Young Boys  | 2-2  | 2-2  | 1-4  | 2-6  | 1-2  | 4-0  | 2-2  | –––– | 6-1  | 1-2  |
| Yverdon     | 0-2  | 1-0  | 0-2  | 0-1  | 0-4  | 5-1  | 2-0  | 2-2  | –––– | 0-2  |
| Zurigo      | 4-1  | 6-0  | 4-2  | 4-1  | 3-1  | 6-0  | 5-0  | 4-1  | 4-0  | –––– |

## Seconda fase

### Classifica finale
|                     | Pos. | Squadra     | Pt | G | V | N | P | GF | GS | DR  |
| ------------------- | ---- | ----------- | -- | - | - | - | - | -- | -- | --- |
| Svizzera (bandiera) | 1.   | Zurigo      | 42 | 7 | 5 | 1 | 1 | 32 | 6  | +26 |
|                     | 2.   | Neunkirch   | 38 | 7 | 5 | 1 | 1 | 21 | 10 | +11 |
|                     | 3.   | Basilea     | 31 | 7 | 4 | 1 | 2 | 16 | 8  | +8  |
|                     | 4.   | Lucerna     | 29 | 7 | 3 | 2 | 2 | 11 | 8  | +3  |
|                     | 5.   | Young Boys  | 21 | 7 | 4 | 0 | 3 | 15 | 16 | -1  |
|                     | 6.   | Lugano 1976 | 15 | 7 | 1 | 1 | 5 | 11 | 22 | -11 |
|                     | 7.   | Grasshopper | 15 | 7 | 1 | 1 | 5 | 7  | 26 | -19 |
|                     | 8.   | Staad       | 12 | 7 | 1 | 2 | 5 | 6  | 23 | -17 |

Legenda:

      Campione di Svizzera e ammessa alla UEFA Women's Champions League 2016-2017
Punti iniziali: Zurigo 26, Neunkirch 22, Basilea 18, Lucerna 18, Grasshopper 11, Lugano 1976 11, Young Boys 9, Staad 8.
Note:

Tre punti a vittoria, uno a pareggio, zero a sconfitta.
La classifica viene stilata secondo i seguenti criteri:
- Punti conquistati
- Differenza reti generale
- Reti totali realizzate
- Punti conquistati negli scontri diretti
- Differenza reti negli scontri diretti
- Reti realizzate negli scontri diretti

### Risultati
|             | Bas  | Gra  | Luc  | Lug  | Neu  | Sta  | YB   | Zur  |
| ----------- | ---- | ---- | ---- | ---- | ---- | ---- | ---- | ---- |
| Basilea     | –––– |      |      | 4-1  | 1-3  | 4-0  |      | 0-2  |
| Grasshopper | 0-4  | –––– | 2-2  | 3-1  |      |      |      |      |
| Lucerna     | 1-1  |      | –––– | 4-1  |      | 1-0  |      | 2-1  |
| Lugano 1976 |      |      |      | –––– | 1-3  |      | 2-0  | 2-5  |
| Neunkirch   |      | 8-1  | 1-0  |      | –––– | 3-0  | 1-5  |      |
| Staad       |      | 2-1  |      | 3-3  |      | –––– | 1-4  |      |
| Young Boys  | 1-2  | 3-0  | 2-1  |      |      |      | –––– |      |
| Zurigo      |      | 6-0  |      |      | 2-2  | 7-0  | 9-0  | –––– |

## Spareggi promozione/retrocessione

### Classifica finale
|  | Pos. | Squadra     | Pt | G | V | N | P | GF | GS | DR |
|  | ---- | ----------- | -- | - | - | - | - | -- | -- | -- |
|  | 1.   | Yverdon     | 14 | 6 | 4 | 2 | 0 | 15 | 6  | +9 |
|  | 2.   | Derendingen | 8  | 6 | 2 | 2 | 2 | 8  | 9  | -1 |
|  | 3.   | San Gallo   | 8  | 6 | 2 | 2 | 2 | 7  | 9  | -2 |
|  | 4.   | Aarau       | 3  | 6 | 1 | 0 | 5 | 9  | 15 | -6 |

Legenda:
      Promossa in Lega Nazionale A 2016-2017
      Retrocessa in Lega Nazionale B 2016-2017
Note:

Tre punti a vittoria, uno a pareggio, zero a sconfitta.
La classifica viene stilata secondo i seguenti criteri:
- Punti conquistati
- Differenza reti generale
- Reti totali realizzate
- Punti conquistati negli scontri diretti
- Differenza reti negli scontri diretti
- Reti realizzate negli scontri diretti

### Risultati
|             | Aar  | Der  | San  | Yve  |
| ----------- | ---- | ---- | ---- | ---- |
| Aarau       | –––– | 3-1  | 1-3  | 0-2  |
| Derendingen | 3-2  | –––– | 0-0  | 1-3  |
| San Gallo   | 1-0  | 1-3  | –––– | 1-4  |
| Yverdon     | 5-3  | 0-0  | 1-1  | –––– |

## Statistiche

### Classifica marcatrici (prima fase)
Fonte: sito ufficiale
| Gol |  |  | Giocatore             | Squadra     |
| --- |  |  | --------------------- | ----------- |
| 18  |  |  | Fabienne Humm         | Zurigo      |
| 13  |  |  | Florijana Ismaili     | Young Boys  |
| 11  |  |  | Alyssa Lagonia        | Neunkirch   |
| 11  |  |  | Lucia Ondrušová       | Neunkirch   |
| 11  |  |  | Patricia Willi        | Zurigo      |
| 10  |  |  | Yasmin Bunter         | Neunkirch   |
| 10  |  |  | Barla Deplazes        | Zurigo      |
| 9   |  |  | Lindsey Thomas        | Basilea     |
| 8   |  |  | Valentina Bergamaschi | Lugano 1976 |
| 8   |  |  | Alexandra Doll        | Lugano 1976 |
| 8   |  |  | Nina Stapelfeldt      | Lucerna     |

### Classifica marcatrici (seconda fase)
Fonte: sito ufficiale
| Gol |  |  | Giocatore             | Squadra     |
| --- |  |  | --------------------- | ----------- |
| 8   |  |  | Patricia Willi        | Zurigo      |
| 7   |  |  | Valentina Bergamaschi | Lugano 1976 |
| 7   |  |  | Fabienne Humm         | Zurigo      |
| 5   |  |  | Alisha Lehmann        | Young Boys  |
| 4   |  |  | Eseosa Aigbogun       | Basilea     |
| 4   |  |  | Florijana Ismaili     | Young Boys  |
| 4   |  |  | Selina Kuster         | Zurigo      |
| 4   |  |  | Alyssa Lagonia        | Neunkirch   |
| 4   |  |  | Lucia Ondrušová       | Neunkirch   |
| 4   |  |  | Géraldine Reuteler    | Lucerna     |

### Classifica marcatrici (promozione/retrocessione)
Fonte: sito ufficiale
| Gol |  |  | Giocatore          | Squadra     |
| --- |  |  | ------------------ | ----------- |
| 5   |  |  | Julia Höltschi     | Aarau       |
| 5   |  |  | Camille Surdez     | Yverdon     |
| 4   |  |  | Nadine Scheidegger | Derendingen |
| 3   |  |  | Audrey Riat        | Yverdon     |